# Liste der Stolpersteine in Weesp

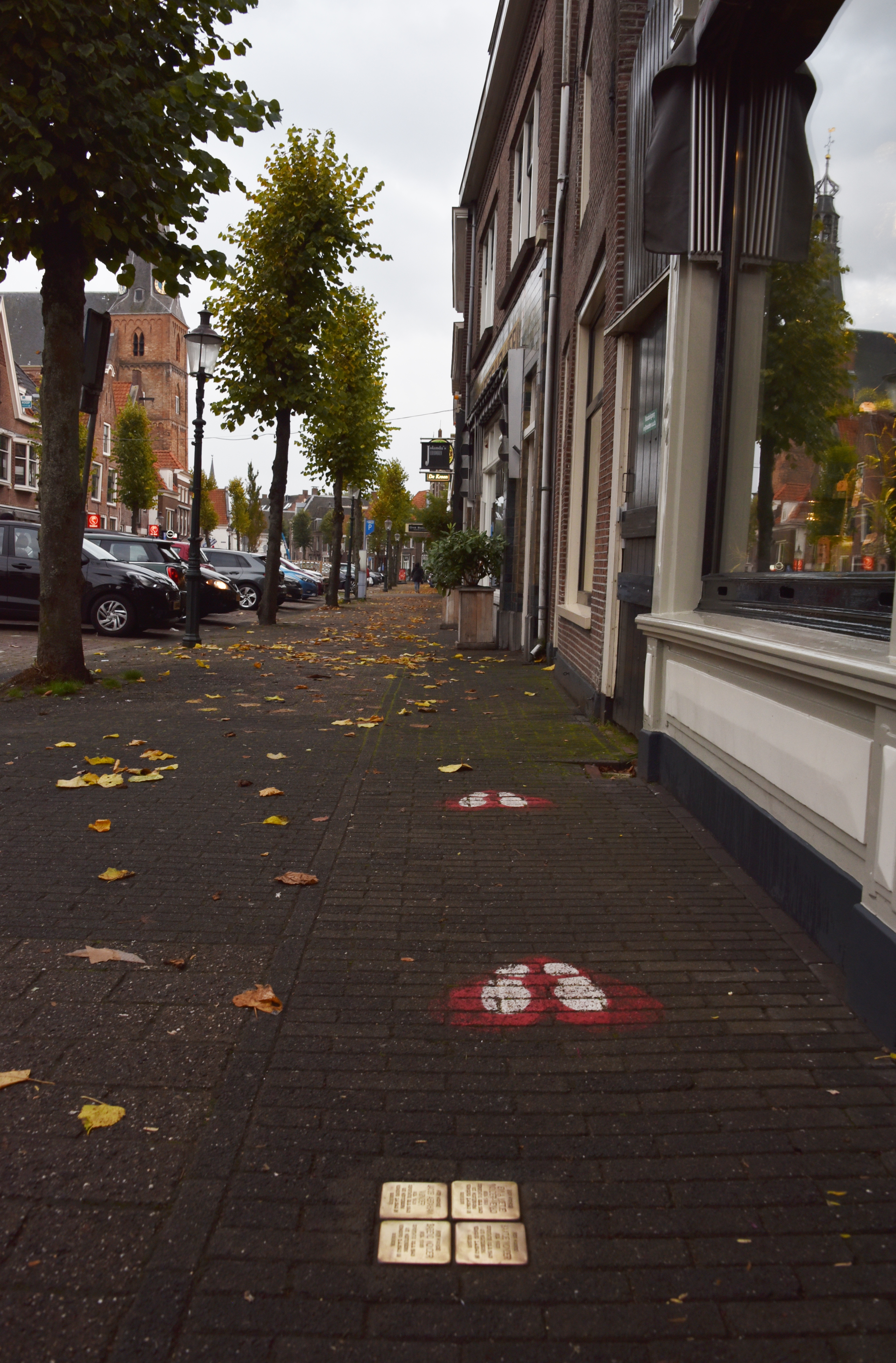
Stolpersteine in Weesp

Die Liste der Stolpersteine in Weesp umfasst die Stolpersteine, die vom deutschen Künstler Gunter Demnig in Weesp verlegt wurden, einer Gemeinde in der niederländischen Provinz Nordholland. Stolpersteine sind Opfern des Nationalsozialismus gewidmet, all jenen, die vom NS-Regime drangsaliert, deportiert, ermordet, in die Emigration oder in den Suizid getrieben wurden. Demnig verlegt für jedes Opfer einen eigenen Stein, im Regelfall vor dem letzten selbst gewählten Wohnsitz.
Die Verlegung der Stolpersteine in Weesp fand am 6. Mai 2009 statt.

## Verlegte Stolpersteine
In Weesp wurden bislang 59 Stolpersteine an 14 Adressen verlegt.
| Stolperstein | Übersetzung | Verlegort         | Name, Leben                                      |
| ------------ | --- | ----------------- | ------------------------------------------------ |
|              | HIER WOHNTE FLORA VAN BERGEN GEB. 1909 DEPORTIERT 19.5.1944 AUS WESTERBORK MITTELEUROPA ERMORDET 30.9.1944                     | Hoogstraat 38     | Flora van Bergen (1909–1944)                     |
|              | HIER WOHNTE HARRY PHILIPPUS VAN BERGEN GEB. 1936 DEPORTIERT 26.10.1942 AUS WESTERBORK ERMORDET 29.10.1942 IN AUSCHWITZ         | Herenstraat 20    | Harry Philippus van Bergen (1936–1942)           |
|              | HIER WOHNTE HARTOG PHILIPPUS VAN BERGEN GEB. 1873 DEPORTIERT 23.3.1943 AUS WESTERBORK ERMORDET 26.3.1943 IN SOBIBOR            | Hoogstraat 38     | Hartog Philippus Bergen (1873–1943)              |
|              | HIER WOHNTE MEIJER HARTOG VAN BERGEN GEB. 1914 DEPORTIERT 21.2.1943 AUS WESTERBORK ERMORDET 30.1.1944 IN AUSCHWITZ             | Hoogstraat 38     | Meijer Hartog Bergen (1914–1944)                 |
|              | HIER WOHNTE PHILIPP HARTOG VAN BERGEN GEB. 1906 DEPORTIERT 23.3.1943 AUS WESTERBORK ERMORDET 26.3.1943 SOBIBOR                 | Herenstraat 20    | Philipp Hartog van Bergen (1906–1942)            |
|              | HIER WOHNTE SARA VAN BERGEN GEB. 1905 DEPORTIERT 23.3.1943 AUS WESTERBORK ERMORDET 26.3.1943 IN SOBIBOR                        | Hoogstraat 38     | Sara van Bergen (1905–1943)                      |
|              | HIER WOHNTE VICTOR ISAAC VAN BERGEN GEB. 1872 VOR DEPORTATION TOT 18.7.1942 AMSTERDAM                                          | Claes Dellsteeg 5 | Victor Isaac Bergen (1872–1942)                  |
|              | HIER WOHNTE MARIA VAN BERGEN- BROMET GEB. 1866 DEPORTIERT 18.9.1942 AUS WESTERBORK ERMORDET 21.9.1942 IN AUSCHWITZ             | Claes Dellsteeg 5 | Maria van Bergen-Bromet (1866–1942)              |
|              | HIER WOHNTE BETJE VAN BERGEN- DE LEVIE GEB. 1905 DEPORTIERT 26.10.1942 AUS WESTERBORK ERMORDET 29.10.1942 IN AUSCHWITZ         | Herenstraat 20    | Betje van Bergen-de Levie (1905–1942)            |
|              | HIER WOHNTE FROUKJE VAN BERGEN-LEVIE GEB. 1869 DEPORTIERT 23.3.1943 AUS WESTERBORK ERMORDET 26.3.1943 IN SOBIBOR               | Hoogstraat 38     | Frouktje van Bergen-Levy (1869–1943)             |
|              | IN MEMORIAM BAREND BRILLESLIJPER GEB. 1935 DEPORTIERT 8.6.1943 AUS WESTERBORK ERMORDET 11.6.1943 IN SOBIBOR                    | Nieuwstraat 5     | Barend Brilleslijper (1935–1943)                 |
|              | IN MEMORIAM LEVIE BRILLESLIJPER GEB. 1905 DEPORTIERT 15.11.1943 AUS KAMP VUGHT ERMORDET 31.1.1944 IN AUSCHWITZ                 | Nieuwstraat 5     | Levie Brilleslijper (1905–1944)                  |
|              | IN MEMORIAM SARA BRILLESLIJPER- BOOT GEB. 1901 DEPORTIERT 8.6.1943 AUS WESTERBORK ERMORDET 11.6.1943 IN SOBIBOR                | Nieuwstraat 5     | Sara Brilleslijper-Boot (1901–1943)              |
|              | IN MEMORIAM LOUISE BRILLESLIJPER- DE MAGTIGE GEB. 1901 DEPORTIERT 25.5.1943 AUS WESTERBORK ERMORDET 28.5.1943 IN SOBIBOR       | Nieuwstraat 5     | Louise Brilleslijper-de Magtige (1901–1943)      |
|              | IN MEMORIAM JOEL DENNEBOOM GEB. 1923 DEPORTIERT 7.8.1942 AUS WESTERBORK ERMORDET 30.9.1942 IN AUSCHWITZ                        | Slijkstraat 20    | Joel Denneboom (1923–1942)                       |
|              | HIER WOHNTE MEIJER GAZAN GEB. 1925 DEPORTIERT 25.5.1943 AUS WESTERBORK ERMORDET 28.5.1943 IN SOBIBOR                           | Herensingel 47    | Meijer Gazan (1925–1943)                         |
|              | HIER WOHNTE SALOMON GAZAN GEB. 1893 DEPORTIERT 25.5.1943 AUS WESTERBORK ERMORDET 28.5.1943 IN SOBIBOR                          | Herensingel 47    | Salomon Gazan (1893–1943)                        |
|              | HIER WOHNTE FROUKE GAZAN- POLAK GEB. 1891 DEPORTIERT 25.5.1943 AUS WESTERBORK ERMORDET 28.5.1943 IN SOBIBOR                    | Herensingel 47    | Frouke Gazan-Polak (1891–1943)                   |
|              | HIER WOHNTE HARTOG GOLDSTEIN GEB. 1870 DEPORTIERT 10.3.1943 AUS WESTERBORK ERMORDET 13.3.1943 IN SOBIBOR                       | Sleutelsteeg 3    | Hartog Goldstein (1870–1943)                     |
|              | HIER WOHNTE SAMUEL VAN DER HAL GEB. 1881 DEPORTIERT 31.8.1943 AUS WESTERBORK ERMORDET 3.9.1943 IN AUSCHWITZ                    | Sleutelsteeg 3    | Samuel van der Hal (1881–1943)                   |
|              | HIER WOHNTE RIEKA VAN DER HAL- DENNEBOOM GEB. 1872 DEPORTIERT 31.8.1943 AUS WESTERBORK ERMORDET 3.9.1943 IN AUSCHWITZ          | Sleutelsteeg 3    | Rieka van der Hal-Denneboom (1872–1943)          |
|              | HIER WOHNTE HANS HEUMANN GEB. 1908 DEPORTIERT 25.1.1944 AUS WESTERBORK ERMORDET 31.8.1944 IN AUSCHWITZ                         | Herensingel 47    | Hans Heumann (1908–1944)                         |
|              | HIER WOHNTE CHAJA EVA KANAREK GEB. 1932 DEPORTIERT 25.5.1943 AUS WESTERBORK ERMORDET 28.5.1943 IN SOBIBOR                      | Stationsplein 11  | Chaja Eva Kanarek (1932–1943)                    |
|              | HIER WOHNTE EFRAIM KANAREK GEB. 1922 DEPORTIERT AUSCHWITZ ERMORDET 1945 AUF EINEM TODESMARSCH                                  | Stationsplein 11  | Efraim Kanarek (1922–1945)                       |
|              | HIER WOHNTE ELISER BENJAMIN KANAREK GEB. 1929 DEPORTIERT 25.5.1943 AUS WESTERBORK ERMORDET 28.5.1943 IN SOBIBOR                | Stationsplein 11  | Eliser Benjamin Kanarek (1929–1943)              |
|              | HIER WOHNTE MOZES KANAREK GEB. 1891 DEPORTIERT 25.5.1943 AUS WESTERBORK ERMORDET 28.5.1943 IN SOBIBOR                          | Stationsplein 11  | Mozes Kanarek (1891–1943)                        |
|              | HIER WOHNTE GITTEL KANAREK-ZUCKER GEB. 1894 DEPORTIERT 25.5.1943 AUS WESTERBORK ERMORDET 28.5.1943 IN SOBIBOR                  | Stationsplein 11  | Gittel Kanarek-Zucker (1894–1943)                |
|              | HIER WOHNTE ESTHER KOOL- PRESSER GEB. 1922 DEPORTIERT 16.10.1942 AUS WESTERBORK ERMORDET 19.10.1942 IN AUSCHWITZ               | Middenstraat 93   | Esther Kool-Presser (1922–1942)                  |
|              | HIER WOHNTE ERICH MARX GEB. 1910 DEPORTIERT 18.5.1943 AUS WESTERBORK ERMORDET 21.5.1943 SOBIBOR                                | Torenstraat 4     | Erich Marx (1910–1943)                           |
|              | HIER WOHNTE HERMANN MARX GEB. 1885 DEPORTIERT 9.2.1943 AUS WESTERBORK ERMORDET 12.2.1943 AUSCHWITZ                             | Torenstraat 4     | Hermann Marx (1885–1943)                         |
|              | HIER WOHNTE KURT MARX GEB. 1912 DEPORTIERT 4.5.1943 AUS WESTERBORK ERMORDET 7.5.1943 SOBIBOR                                   | Torenstraat 4     | Kurt Marx (1912–1943)                            |
|              | HIER WOHNTE OLGA MARX- GOLDBACH GEB. 1878 DEPORTIERT 22.1.1943 AUS DER KLINIK APELDOORNSCHE BOSCH ERMORDET 25.1.1943 AUSCHWITZ | Torenstraat 4     | Olga Marx-Goldbach (1878–1943)                   |
|              | HIER WOHNTE LUDWIG MATZNER GEB. 1887 DEPORTIERT 25.2.1944 AUS WESTERBORK ERMORDET 29.7.1944 IN THERESIENSTADT                  | Herengracht 31    | Ludwig Matzner (1887–1944)                       |
| {            | IN MEMORIAM SJUDIE MENKO GEB. 1875 DEPORTIERT 30.3.1943 AUS WESTERBORK ERMORDET 2.4.1943 IN SOBIBOR                            | Nieuwstraat 5     | Sjudie Menko (1875–1943)                         |
|              | IN MEMORIAM MACHIEL MULLER GEB. 1909 DEPORTIERT 21.8.1942 AUS WESTERBORK ERMORDET 30.9.1942 IN AUSCHWITZ                       | Nieuwstraat 5     | Machiel Muller (1909–1942)                       |
|              | IN MEMORIAM HIJMAN MULLER GEB. 1938 DEPORTIERT 21.8.1942 AUS WESTERBORK ERMORDET 30.9.1942 IN AUSCHWITZ                        | Nieuwstraat 5     | Hijman Muller (1938–1942)                        |
|              | IN MEMORIAM ANNA MULLER- DE LEEUW GEB. 1911 DEPORTIERT 7.8.1942 AUS WESTERBORK ERMORDET 30.9.1942 IN AUSCHWITZ                 | Nieuwstraat 5     | Anna Muller-de Leeuw (1911–1942)                 |
|              | HIER WOHNTE GERRIT PRESSER GEB. 1918 DEPORTIERT AUS WESTERBORK ERMORDET 28.2.1943 IN MONOWITZ                                  | Middenstraat 93   | Gerrit Presser (1918–1943)                       |
|              | HIER WOHNTE JACOB PRESSER GEB. 1894 DEPORTIERT AUS WESTERBORK ERMORDET 21.1.1943 IN AUSCHWITZ                                  | Middenstraat 93   | Jacob Presser (1894–1943)                        |
|              | HIER WOHNTE ROOSJE PRESSER GEB. 1931 DEPORTIERT AUS WESTERBORK ERMORDET 21.1.1943 IN AUSCHWITZ                                 | Middenstraat 93   | Roosje Presser (1931–1943)                       |
|              | HIER WOHNTE SAARTJE PRESSER GEB. 1920 DEPORTIERT AUS WESTERBORK ERMORDET 21.1.1943 IN AUSCHWITZ                                | Middenstraat 93   | JSaartje Presser (1920–1943)                     |
|              | HIER WOHNTE KLAARTJE PRESSER- GOUDEKETTING GEB. 1890 DEPORTIERT AUS WESTERBORK ERMORDET 21.1.1943 IN AUSCHWITZ                 | Middenstraat 93   | Klaartje Presser-Goudeketting (1890–1943)        |
|              | IN MEMORIAM JOSEPH MOZES RODD GEB. 1888 DEPORTIERT 29.6.1943 AUS WESTERBORK ERMORDET 2.7.1943 IN SOBIBOR                       | Nieuwstraat 5     | Joseph Mozes Rodd (1888–1943)                    |
|              | IN MEMORIAM MOSES SALOMON ROOD GEB. 1916 DEPORTIERT 8.6.1943 AUS WESTERBORK ERMORDET 11.6.1943 IN SOBIBOR                      | Nieuwstraat 5     | Moses Salomon Rood (1916–1943)                   |
|              | IN MEMORIAM MINA ROOD-MENKO GEB. 1877 DEPORTIERT 29.6.1943 AUS WESTERBORK ERMORDET 2.7.1943 IN SOBIBOR                         | Nieuwstraat 5     | Mina Rood-Menko (1877–1943)                      |
|              | HIER WOHNTE HENRIËTTE SCHULMAN GEB. 1888 DEPORTIERT 25.5.1943 AUS WESTERBORK ERMORDET 28.5.1943 IN SOBIBOR                     | Slijkstraat 28a   | Henriëtte Schulman (1888–1943)                   |
|              | HIER WOHNTE MARGOT SCHULMAN GEB. 1898 DEPORTIERT 25.5.1943 AUS WESTERBORK ERMORDET 28.5.1943 IN SOBIBOR                        | Slijkstraat 28a   | Margot Schulman (1898–1943)                      |
|              | HIER WOHNTE FANNI PEREL TAK-KANAREK GEB. 1923 DEPORTIERT 7.9.1943 AUS WESTERBORK ERMORDET 10.9.1943 IN AUSCHWITZ               | Stationsplein 11  | Fanni Perel Tak-Kanarek (1923–1943)              |
|              | HIER WOHNTE DAVID VLEESCHHOUWER GEB. 1884 DEPORTIERT 1.6.1943 AUS WESTERBORK ERMORDET 4.6.1943 IN SOBIBOR                      | Binnenveer 11     | David Vleeschhouwer (1884–1943)                  |
|              | HIER WOHNTE HENRIËTTE MIETJE VLEESCHHOUWER- MENKO GEB. 1885 DEPORTIERT 1.6.1943 AUS WESTERBORK ERMORDET 4.6.1943 IN SOBIBOR    | Binnenveer 11     | Henriëtte Mietje Vleeschhouwer-Menko (1885–1943) |
|              | IN MEMORIAM PHILIP SIMON DE VRIES GEB. 1858 DEPORTIERT 10.3.1943 AUS WESTERBORK ERMORDET 13.3.1943 IN SOBIBOR                  | Nieuwstraat 5     | Philip Simon de Vries (1858–1943)                |
|              | IN MEMORIAM RACHEL PHILIP DE VRIES GEB. 1886 DEPORTIERT 10.3.1943 AUS WESTERBORK ERMORDET 13.3.1943 IN SOBIBOR                 | Nieuwstraat 5     | Rachel Philip de Vries (1886–1943)               |
|              | IN MEMORIAM BAREND WONDER GEB. 1885 DEPORTIERT 30.3.1943 AUS WESTERBORK ERMORDET 2.4.1943 IN SOBIBOR                           | Nieuwstraat 10    | Barend Wonder (1885–1943)                        |
|              | IN MEMORIAM JACOB ABRAHAM WONDER GEB. 1926 DEPORTIERT 30.3.1943 AUS WESTERBORK ERMORDET 2.4.1943 IN SOBIBOR                    | Nieuwstraat 10    | Jacob Abraham Wonder (1926–1943)                 |
|              | HIER WOHNTE JACOBA WONDER GEB. 1920 DEPORTIERT 9.2.1943 AUS WESTERBORK ERMORDET 12.2.1943 IN AUSCHWITZ                         | Slijkstraat 20    | Jacoba Wonder (1920–1943)                        |
|              | IN MEMORIAM KAATJE WONDER GEB. 1923 DEPORTIERT 30.3.1943 AUS WESTERBORK ERMORDET 2.4.1943 IN SOBIBOR                           | Nieuwstraat 10    | Kaatje Wonder (1923–1943)                        |
|              | HIER WOHNTE LEVIE JACOB WONDER GEB. 1887 DEPORTIERT 4.9.1942 AUS WESTERBORK ERMORDET 7.9.1942 IN AUSCHWITZ                     | Slijkstraat 20    | Levie Jacob Wonder (1887–1942)                   |
|              | IN MEMORIAM EMMA MIETJE WONDER-MENKO GEB. 1893 DEPORTIERT 30.3.1943 AUS WESTERBORK ERMORDET 2.4.1943 IN SOBIBOR                | Nieuwstraat 10    | Emma Mietje Wonder-Menko (1893–1943)             |
|              | HIER WOHNTE ROSALIE MIETJE WONDER-MENKO GEB. 1890 DEPORTIERT 4.9.1942 AUS WESTERBORK ERMORDET 7.9.1942 IN AUSCHWITZ            | Slijkstraat 20    | Rosalie Wonder-Menko (1890–1942)                 |

## Verlegedaten
Die Verlegung erfolgte am 6. Mai 2009 durch den Künstler Gunter Demnig persönlich.